# Персія (Айова)
Персія (англ. Persia) — місто (англ. city) в США, в окрузі Гаррісон штату Айова. Населення — 297 осіб (2020).

## Географія
Персія розташована за координатами 41°34′43″ пн. ш. 95°34′13″ зх. д. / 41.57861° пн. ш. 95.57028° зх. д. (41.578589, -95.570412).  За даними Бюро перепису населення США в 2010 році місто мало площу 1,22 км², уся площа — суходіл.

## Демографія
Згідно з переписом 2010 року, у місті мешкало 319 осіб у 127 домогосподарствах у складі 88 родин. Густота населення становила 262 особи/км².  Було 137 помешкань (112/км²).
Расовий склад населення:
| - 97,8 % — білих - 1,9 % — корінних американців - 0,3 % — чорних або афроамериканців |

До двох чи більше рас належало 0,0 %. Частка іспаномовних становила 0,3 % від усіх жителів.
За віковим діапазоном населення розподілялося таким чином: 27,6 % — особи молодші 18 років, 57,0 % — особи у віці 18—64 років, 15,4 % — особи у віці 65 років та старші. Медіана віку мешканця становила 36,1 року. На 100 осіб жіночої статі у місті припадало 94,5 чоловіків;  на 100 жінок у віці від 18 років та старших — 94,1 чоловіків також старших 18 років.
Середній дохід на одне домашнє господарство  становив 56 240 доларів США (медіана — 55 714), а середній дохід на одну сім'ю — 70 787 доларів (медіана — 66 563). Медіана доходів становила 42 000 доларів для чоловіків та 27 813 долари для жінок. За межею бідності перебувало 11,7 % осіб, у тому числі 9,7 % дітей у віці до 18 років та 4,3 % осіб у віці 65 років та старших.
Цивільне працевлаштоване населення становило 144 особи. Основні галузі зайнятості: роздрібна торгівля — 20,8 %, фінанси, страхування та нерухомість — 16,7 %, освіта, охорона здоров'я та соціальна допомога — 16,7 %.